# Щучье (Курганская область)
Щу́чье — город в России, административный центр Щучанского района Курганской области России. Основан в 1750 году; статус города получил в 1945 году.
В рамках административно-территориального устройства является городом районного подчинения. В рамках муниципального устройства образовывал муниципальное образование город Щучье со статусом городского поселения как единственный населённый пункт в его составе до преобразования 9 января 2022 года муниципального района в муниципальный округ.
Площадь 35 км². Население 8252 чел. (2021).  Город является одним из культурных центров области.

## Этимология
Старожилы вспоминают, что их предки из Тамбовской, Пермской, Курской и Орловской губерний, спасаясь от жестокости помещиков, переправлялись через Урал и обосновались около неизвестного озера, дав ему название Щучье, так как в нём водились щуки.

## География
Находится в 176 км на запад от Кургана и в 3 км на юг от федеральной автомобильной дороги Р254 «Иртыш».
Через город проходит исторический ход Транссиба. Имеется железнодорожная станция Щучье Южно-Уральской железной дороги.

## История
Основан в 1750 году. Маршрут немецкого учёного, энциклопедиста, естествоиспытателя Петера Симона (Пётр Симон) Паласа по Зауралью начинался в деревне Пивкино Чумлякской слободы. («Путешествие по разным местам Российского Государства». Часть вторая. Книга вторая. 1770 г.). 7 июня 1837 года будущий император Александр II проезжал через Челябинск. В его свите был известный поэт Василий Андреевич Жуковский, который сделал немало рисунков, среди которых вид Златоустовского завода, станицы Чумлякской, села Сыростана, станицы Магнитной, гор и озёр.
Около села в 1895 году при строительстве Транссиба появилась станция Чумляк, которая была открыта на следующий год. Название станции по соседству селу Чумляк, через которое по первоначальному проекту должна была проходить трасса.
В 1909 году купец, меценат Степан Иванович Колокольников (1867—1925) принял решение построить паровую вальцовую мельницу на станции Чумляк Сибирской железной дороги. В 1913 году хозяином Чумлякской мельницы был купец 1 гильдии Владимир Иванович Колокольников (1876—1917).
9 апреля 1917 года газета «Союзная мысль» сообщила о митинге в селе Чумляк в поддержку временного правительства. Митинг собрал до тысячи человек из Чумляка и ближайших деревень. Открывал митинг Е. В. Евладов, ораторы Н. Н. Уманцев, С. Н. Баевская, А. А. Пуцкарёва,Д. Н. Гаретовский. Призывали поддержать всеми силами Временное правительство, осудив тактику большевиков, с вынесением резолюции. По предложению Н. Н. Уманцева решено убрать из зала волостного правления портрет Александра III, а с площади памятник Александру III. Митинг высказался за демократическую республику. Закончился митинг грандиозной для Чумляка манифестацией.
3 июня 1918 года белочехи захватили железнодорожные станции Чумляк, Шумиха, Мишкино. До 1923 года село Щучье входило в состав Сухоборской волости Челябинского уезда Оренбургской губернии. 28 февраля 1924 года был образован Щучанский район Челябинского округа Уральской области, а село Щучье стало районным центром. В 1929-30 году была создана одна из первых на Южном Урале Щучанская МТС. В годы репрессий в Щучанском районе по приговорам «тройки» были незаконно осуждены более 140 человек, около 30 из них расстреляны. Двое человек священники Чулков,Н. И. (1874—1938) и Пчелин А. Д. (1876—1938) стали новомученики РПЦ XX века.
В 1941 году в поселок Щучье эвакуировали оборудование двух заводов из городов Брянска и Прилуки. Завод был размещен в здании Щучанской МТС. В военное время был налажен выпуск огнетушителей для танков и самолётов, а также мин для миномётов. В послевоенное время это был Щучанский завод противопожарного машиностроения МВД России, специализировавшийся на выпуске химических пенных и порошковых огнетушителей. Поставки огнетушителей производились в 34 страны мира. Ныне завод не работает. В годы Великой Отечественной войны из района ушли на фронт 9324 бойца, 5217 солдат и офицеров с полей сражений не вернулись. На территории района было развернуто три госпиталя и пять детских домов для детей эвакуированных из Москвы и Ленинграда. В селе Чумляк в годы Великой Отечественной войны действовал интернат связи № 32, позднее работавший как детский дом, в котором воспитывалось 900 человек.
Летом 1942 года Щучье стало рабочим посёлком.
16 мая 1945 года посёлку Щучье был присвоен статус города.
В 1974 году станция Чумляк была переименована в станцию Щучье Южно-Уральской железной дороги.

## Население
| 1892    | 1901    | 1916    | 1939    | 1959    | 1970    | 1979    | 1989    | 1992    | 1996    |
| ------- | ------- | ------- | ------- | ------- | ------- | ------- | ------- | ------- | ------- |
| 510     | ↗746    | ↗2537   | ↗7595   | ↗10 272 | ↗10 822 | ↘10 379 | ↗11 094 | ↘11 000 | ↘10 800 |
| 1998    | 2000    | 2001    | 2002    | 2003    | 2005    | 2006    | 2007    | 2008    | 2009    |
| ↘10 700 | ↗10 900 | ↗11 000 | ↘10 602 | ↘10 600 | ↗10 700 | →10 700 | →10 700 | ↗10 800 | ↗10 963 |
| 2010    | 2011    | 2012    | 2013    | 2014    | 2015    | 2016    | 2017    | 2018    | 2019    |
| ↗10 973 | ↘10 956 | ↘10 793 | ↘10 743 | ↘10 577 | ↘10 310 | ↘10 018 | ↘9775   | ↘9711   | ↘9626   |
| 2020    | 2021    |         |         |         |         |         |         |         |         |
| ↘9476   | ↘8252   |         |         |         |         |         |         |         |         |

На 1 января 2025 года по численности населения город находился на 988-м месте из 1124 городов Российской Федерации.

## Экономика
Основу экономики района составляет сельскохозяйственное производство.
В городе расположены такие сельскохозяйственный предприятия как, ООО «Чумлякский элеватор», ОАО «Зауральский крекер» (в настоящее время не работает), мукомольный завод ПАО «Муза» и другие. Севернее города находится пятый в Российской Федерации завод по уничтожению химического оружия. Предприятие, построенное трестом «Магнитострой» и Спецстроем России при финансовой поддержке США, Канады, Великобритании, Швейцарии, Норвегии и 14 государств Евросоюза, выполнило свою задачу.
Свою историю объект по хранению химического оружия в посёлке Плановом ведёт с 13 сентября 1941 года. В годы Великой Отечественной войны это был военный склад № 621 Народного комиссариата обороны. Он специализировался на хранении боеприпасов ствольной и реактивной артиллерии, боевых частей тактического и оперативного назначения.
В 2020 году объект 1207 по уничтожению химического оружия передадут инвесторам.
Вблизи города находятся войсковые части Щучанского гарнизона: в/ч 92746, в/ч 31643 (232 Пражская Краснознамённая ордена Суворова второй степени реактивная артиллерийская бригада), в/ч 58661/58 Федерального управления по безопасному хранению и уничтожению химического оружия.
Госкорпорация «Росатом» запустит комплекс по переработке опасных отходов. Премьер-министр России Дмитрий Медведев подписал постановление о выделении средств на создание в городе Щучьем Курганской области производственно-технического комплекса для переработки отходов первого и второго класса опасности, к которым относятся градусники, ртутные лампы, батарейки. Общая стоимость проекта 5,1 млрд.руб. Предприятие будет создано на базе бывшего завода по переработке химического оружия, который был закрыт в 2015 году.(Газета «Коммерсант» № 81 от 15 мая 2019 года).

### Промышленность
В число крупнейших предприятий города входят:
- ООО «Щучанский завод противопожарного машиностроения» (не работает) специализировался на производстве пенных и порошковых огнетушителей[31].
- Щучанский завод по уничтожению химического оружия занимался ликвидацией химического оружия с 5 марта 2009 года, завершил переработку в сентябре 2015 года. Идёт его перепрофилирование.
- ООО «Щучанский комбинат хлебопродуктов» (производство продуктов мукомольно-крупяной промышленности)[32].
- ОАО «Зауральский крекер» (Щучанский пищекомбинат был основан в начале 40-х годов прошлого века, не работает с 1997 г., производство сухих хлебобулочных изделий)[33].
- ООО «Чумлякский элеватор» (производство муки из зерновых и растительных культур и готовых мучных смесей и теста для выпечки)[34].
- АО "Мукомольный завод "МуЗА" (производство муки)[35].
- ООО «Рахмат» (производство готовых кормов для животных).
- ООО «Сиваж» (производство и переработка мяса).
- МУП «ПКП „Силуэт“ (производство одежды из текстильных материалов).
- ООО „Техстрой“ — производство пиломатериалов.
- ООО „Щучанское строительное управление“ (добыча гравия, песка и глины».
- Районные электрические сети РЭС АО «СУЭНКО».
- ЛПДС «Медведское» (перекачка нефти).
- ИП Давтян А. А. (производство муки и хлеба)..
- ООО «Технопески» (ведёт лицензированную разработку Чумлякского Второго месторождения песка).
- ООО «Техносервис» (производство общестроительных работ).

## Транспорт

### Автомобильный транспорт
Щучье — автомобильный транспортный узел. Автотрасса федерального значения Р −254 «Иртыш» (Челябинск — Курган — Омск— Новосибирск) часть европейского маршрута Е-30, является главной транспортной артерией, соединяющей город с внешним миром. Автомобильная дорога 37А-0012 регионального значения Щучье — Сафакулево. Помимо этого, Щучье связано сетью межмуниципальных автомобильных дорог с твёрдым и грунтовым покрытием со всеми крупными поселениями района.
В городе действуют два городских автобусных маршрута. Перевозками занимаются частные перевозчики. Помимо этого есть три частных таксопарка.

### Железнодорожный транспорт
Через город проходит историческое направление Транссиба (Москва — Владивосток). Имеется железнодорожная станция Щучье. На ней останавливаются все пригородные электропоезда, следующие по направлению Челябинск — Шумиха — Курган и обратно, имеют остановку отдельные поезда дальнего следования.

### Учреждения культуры
Сеть учреждений культуры города состоит из учреждения дополнительного образования «Детская школа искусств», культурно-досугового учреждения «Щучанский районный дом культуры», МКУК «Районный центр народного творчества» и межпоселенческой центральной библиотеки. В неё входят центральная районная библиотека" и детская библиотека.
Щучанская школа искусств получила звание «Лучшая школа-2013».

## Образование
В Щучье находится 4 средних общеобразовательных школы, 6 детских садов и 1 прогимназия «Росинка». В 2010 году было принято решение о присоединении Чумлякского профессионального училища № 18 к училищу № 29 в селе Альменево.

## Здравоохранение
В настоящее время в Щучье работают медицинские учреждения: центральная районная больница, поликлинический консультативно-диагностический центр, детский психоневрологический санаторий, фельдшерско-акушерский пункт и 4 аптеки.
В Щучанской центральной районной больнице трудятся 139 медработников среднего состава. Из них 11 имеют высшую квалификационную категорию. 67 — первую, 9 — вторую. Сертификат специалиста у 104 медицинских работников. На территории ЦРБ в 2017 году оборудована специальная вертолётная площадка для санитарной авиации.
В 24 километрах от города находится детский санаторий «Озеро Горькое», который действует с 1955 года. В годы Великой Отечественной войны санаторий работал в режиме госпиталя № 3121 для раненых. В госпитале работали профессор Г. П. Сабо (1880—1959 гг), заведующий физико-химической лаборатории, который изобрёл способ изготовления нового заменителя ваты из нитчатой водоросли кладофора, которая имелась в озере Горьком.
Значительное содержание сероводорода, достаточная минерализация сближает грязь курорта с типичными минеральными грязями ряда материковых озёр (Саки, Тамбукан, Шира).

## Достопримечательности
- Озеро Горькое — Виктория — жемчужина Южного Урала и объект национального достояния. Главное достоинство озера — чудодейственная лечебная сила минеральной воды и иловой грязи. В советское время здесь были летние пионерские лагеря для отдыха и оздоровления для школьников Щучанского и Сафакулевского районов. Действует детский психоневрологический санаторий «Озеро Горькое — Виктория» Министерства здравоохранения РФ. 21.05.2015 г. передан в собственность Курганской области[39]. Кроме того, вблиз озера обнаружены подземные минеральные воды.
- Скульптурный мемориальный памятник погибшим щучанам в Великой Отечественной войне «Воину — освободителю».(камень, гранит, мрамор). Автор проекта — скульптур Николай Иванович Кондратьев (1925—2001). Открыт памятник 9 мая 1965 года.
- Памятник В. И. Ленину
- Памятник ликвидаторам аварии на Чернобыльской АЭС.
- Памятник участникам в локальных конфликтах
- Памятник 25-тысячнику Мельнику Якову Петровичу (1899—1930), который зверски был убит кулаками.
- Обелиск и монумент с мемориальной доской заводчанам ППМ, погибшим в годы Великой Отечественной войны.
- На привокзальной площади обелиск комсомольцам и коммунистам, погибшим в дни революции и гражданской войны.
- Мемориальная доска стойкому революционеру Чаякову Митрофану Ивановичу (1881—1918).
- Мемориальная плита установлена в память исторических событий в связи с пребыванием маршала Г. К. Жукова, в качестве командующего Уральским военным округом с 12 февраля 1948 года по 1953 год.
- В поселке Плановом «Скорбный камень», установленный в память о погибших на разгрузке боеприпасов на военном складе № 621 Народного Комиссариата Обороны СССР 23 января 1945 года.
- Камень Щучанского завода по уничтожению химического оружия.
- Государственный природный (зоологический) Щучанский заказник (с 2002 года).
- Самый большой в области музей образцов военной техники под открытым небом в городском парке Победы. Всего 18 экземпляров: система реактивного залпового огня БМ 21"Град", 122-мм САУ «Гвоздика» 122 мм самоходная артиллерийская установка, гаубица Д-30, танк Т-55 (образец 1958 года), танк Т-72 (образец 1973 года), танк Т-62 (образец 1965 года), БДРМ-2 (образца 1962 года), пушка гаубица М-30 (образца 1938 года), гаубица 152 мм (образца 1943 года), противотанковые орудия ЗИС-2 и ЗИС-3,
- 8 мая 2015 года зажжён Вечный огонь у мемориала воину-победителю.
- Паровая вальцовая мельница Колокольникова С. И.(1909 г.) — каменный шестиэтажный корпус, является образцом промышленного зодчества начала XX века (на улице 50-лет ВЛКСМ, бывшая улица Мельничная).
- Памятная стела в ознаменование окончания уничтожения химического оружия в Щучанском районе.
- Символ города –– щука и парковая зона для детей «По щучьему велению» в городском парке.
- Озеро Нифанское (на карте 1805 года Большое Щучье) (любительское и спортивное рыболовство: карась, окунь, карп, рипус). Площадь 5,5 кв. км. глубина 4 м.
- Мост влюбленных (малая архитектурная форма) в городском парке.
- Чесноковский сосновый бор, ботанический памятник природы. Площадь 595 га.
- Чумлякский железнодорожный мост через р. Чумляк. Построен в 1892 году.
- Мемориальная доска лейтенанту Кильдышеву Юрию Викторовичу (1961—1984), участнику боевых действий в Афганистане.
- База отдыха «Ключи», где проходят ежегодные соревнования «Лыжня Щучанского района».
- Поляна орхидей — памятник природы. Зарегистрировано 24 вида растений Красной книги Курганской области.
- Памятный знак к 100-летию войск РХБЗ и липовая аллея в городском парке Победы.
- Памятник пусковой установке БМ-13 «Катюша» и Аллея Славы в честь героев-артиллеристов в п. Плановом (В/ч 31643).
- Памятник Петру и Февронии открыт в городском парке в День семьи, любви и верности в 2019 году.

## Спорт
В городе работает МКУДО «Щучанская ДЮСШ», образованная 1 сентября 1977 года. Профилирующий вид спорта ДЮСШ — самбо.
- Мини-футбольный клуб «Звезда» выступает в чемпионате области[40];
- Футбольный клуб «Звезда» выступает в чемпионате области.
- Спортивно-туристический клуб «Щучье 4Х4».
- На базе гостиничного комплекса ГПБОУ «КУОР» действует физкультурно-оздоровительные услуги населению. Работает оздоровительный лагерь «Олимп».
- База муниципального центра тестирования ВФСК «ГТО» Щучанского района.
- Городской стадион в микрорайоне. Аринино.

## Религия
Православная церковь Казанской Божьей Матери Шадринской епархии Курганской митрополии Московского Патриархата.